# Susanne Albrecht
Susanne Albrecht (* 1. März 1951 in Hamburg) ist eine ehemalige deutsche Terroristin, die der zweiten Generation der Rote Armee Fraktion (RAF) zugerechnet wird. Sie war 1977 an der Ermordung Jürgen Pontos sowie am gescheiterten Anschlag auf die Bundesanwaltschaft und 1979 am fehlgeschlagenen Attentat auf den NATO-Oberbefehlshaber Alexander Haig beteiligt. Von 1980 bis 1990 lebte sie unter anderen Namen als RAF-Aussteigerin in der DDR. Nach ihrer Enttarnung im Juni 1990 wurde sie zu einer zwölfjährigen Freiheitsstrafe verurteilt. 1996 kam sie aus der Haft frei und lebt seither unter anderem Namen.

## Leben

### Herkunft, Schule, Studium
Susanne Albrecht ist die Tochter des Hamburger Rechtsanwaltes Hans-Christian Albrecht (1920–2007) und dessen Frau Christa, geb. Dubois (1925–2016), einer Bibliothekarin, die aus einer Offiziersfamilie aus Berlin stammte. Ihre Großmutter Grete Albrecht war bis 1965 Präsidentin des Deutschen Ärztinnenbundes.
Susanne Albrecht wuchs mit drei Geschwistern in Hamburg-Blankenese auf, besuchte nach der Volksschule das Gymnasium Willhöden in Blankenese. Als sie dort nicht mehr die geforderten Leistungen erbrachte, schickten sie ihre Eltern auf das Internat Solling in Holzminden. Dort bestand sie im Mai 1971 ihr Abitur und absolvierte in einem Hamburger Krankenhaus ein Praktikum. In dieser Zeit nahm sich ihr damaliger Freund, der noch im Internat war, das Leben. Für seinen Tod machte sie „die Erwachsenwelt“ verantwortlich. Mit 21 Jahren zog sie zu Hause aus, begann ein Studium der Pädagogik, Soziologie und Psychologie an der Universität Hamburg, wechselte ihren Freundeskreis, kümmerte sich um milieugeschädigte Vorschulkinder und verkehrte in der Hamburger Hausbesetzerszene.

### Erste Kontakte zur RAF
Bei der Räumung eines besetzten Hauses in der Hamburger Ekhofstraße wurde sie 1973 verhaftet. Im selben Jahr begann sie sich in den „Komitees gegen Folter“ zu engagieren, die als Teil der Sympathisantenszene der RAF galten. In der Hausbesetzerszene lernte sie ihren späteren Freund Karl-Heinz Dellwo kennen, der im Frühjahr 1975 untertauchte und sich an der Geiselnahme von Stockholm beteiligte. 1974 wurde sie in Nordhorn erstmals vorläufig festgenommen, weil sie Zünder aus den Niederlanden nach Deutschland geschmuggelt hatte. Ihr Vater unterstützte sie juristisch.
Am 30. Oktober 1974 beteiligte sich Albrecht an der Besetzung des Büros von Amnesty International in Hamburg. An derselben Aktion beteiligten sich auch die späteren Terroristen Ralf Baptist Friedrich und Christian Klar. Wie andere Teilnehmer der Besetzung schloss sie sich der RAF an und ging Ende Juni 1977 in den Untergrund. Sie hatte im Jahr zuvor noch ihr erstes Staatsexamen für das Grund- und Realschullehramt abgelegt.

### Mord an Jürgen Ponto und weitere Terrorakte
Susanne Albrecht war maßgeblich an der Ermordung des Vorstandssprechers der Dresdner Bank, Jürgen Ponto, am 30. Juli 1977 in Oberursel (bei Frankfurt am Main) beteiligt. Von ihren Eltern, einem mit den Pontos befreundeten Ehepaar, wurde sie zu einem Besuch angemeldet. Zu ihrer Rolle als "Türöffnerin" soll sie gegen ihre eigene Intention von anderen RAF-Mitgliedern massiv gedrängt worden sein, laut Peter-Jürgen Boock habe dies an „Gehirnwäsche“ gegrenzt. Ohne zu ahnen, wer die weiteren Gäste waren, ließ Jürgen Ponto mit Susanne Albrecht auch Brigitte Mohnhaupt und Christian Klar in die Villa. Die RAF wollte den Banker entführen. Dieser wehrte sich jedoch heftig gegen seine Gefangennahme, weshalb Mohnhaupt und Klar mehrere Schüsse auf ihn abgaben. Wenige Stunden später erlag er seinen Verletzungen. Anders als bei anderen Anschlägen der RAF unterschrieb Albrecht das Bekennerschreiben. Nach Einschätzung von Tobias Wunschik wurde Albrecht „von den Illegalen gezielt rekrutiert, weil diese auf ihre Mithilfe bei dem bevorstehenden Ponto-Überfall hofften.“ Sie sei dadurch jedoch nicht zum RAF-Mitglied „wider Willen“ geworden. Zutreffend sei vielmehr, dass „ihr der Beitritt zur Gruppe eine notwendige Voraussetzung zu sein schien, um ihren Beitrag zur Gefangenenbefreiung leisten zu können.“
1978/1979 hielt sich Albrecht mit anderen in einem palästinensischen Lager im Jemen auf und wurde dort militärisch ausgebildet.
Am 25. Juni 1979 verübte sie, zusammen mit Werner Lotze und Rolf Clemens Wagner, im belgischen Obourg einen Sprengstoffanschlag auf den Wagen des damaligen NATO-Oberbefehlshabers General Alexander Haig, den dieser unverletzt überstand.

### Als RAF-Aussteigerin in der DDR

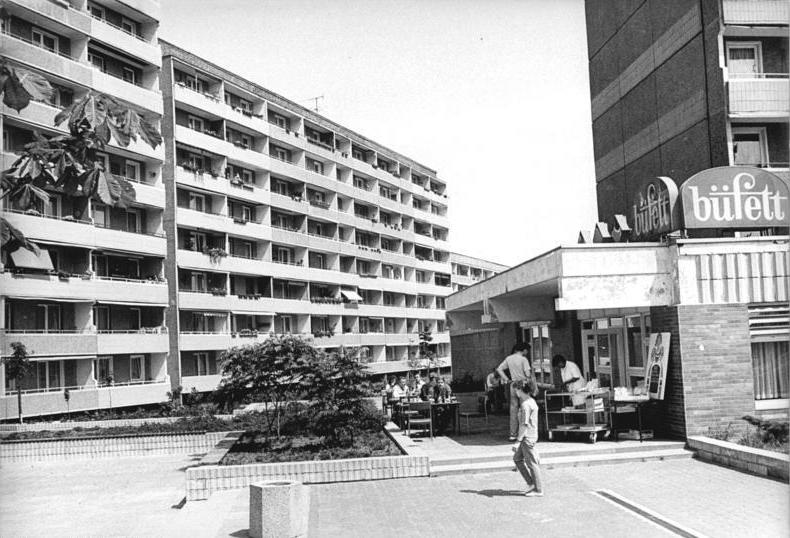
Das Haus, in dem Albrecht in Cottbus lebte

1980 verließ Albrecht mit sieben weiteren RAF-Aussteigern die Bundesrepublik via Prag und floh in die Deutsche Demokratische Republik, wo sie vom Ministerium für Staatssicherheit (MfS) unter dem falschen Namen „Ingrid Jäger“ mit angeblichem Geburtsort Madrid und einem fiktiven Lebenslauf in Cottbus angesiedelt wurde. Dort arbeitete sie an der Ingenieurhochschule als Englischübersetzerin. Das MfS führte sie zwar in seinen Unterlagen unter dem Decknamen „Ernst Berger“ als „inoffiziellen Mitarbeiter zur Sicherung und Durchdringung eines Verantwortungsbereiches (IMS)“, eine entsprechende Verpflichtungserklärung Albrechts ist jedoch vom Bundesbeauftragten für die Stasi-Unterlagen (BStU) nicht aufgefunden worden.
In der DDR heiratete sie den Physiker Claus Becker, 1985 bekamen die beiden einen Sohn. In ihrem neuen Wohnort Köthen arbeitete sie als Chemielaborantin. Nachdem im Westfernsehen 1986 über das gesuchte RAF-Mitglied berichtet wurde, erkannten Arbeitskollegen ihr Gesicht. Die Staatssicherheit siedelte Albrecht daher 1987 nach Ost-Berlin um. Da sie für die DDR immer mehr zu einem „ständigen und hohen Sicherheitsrisiko“ wurde, erhielt ihr Mann 1988 in Dubna, gut 100 km nördlich von Moskau, im Kernforschungszentrum einen Arbeitsvertrag – wie auch Susanne Albrecht selbst.

### Enttarnung, Verurteilung und Strafvollzug
Nach Hinweisen eines ehemaligen MfS-Mitarbeiters wurde Susanne Albrecht wenige Monate vor der Wiedervereinigung am 6. Juni 1990 in Berlin-Marzahn von der Volkspolizei verhaftet und als erstes der in der DDR untergetauchten RAF-Mitglieder an die Bundesrepublik ausgeliefert. Ihr Ehemann hatte erst wenige Tage zuvor von der wahren Identität seiner Ehefrau erfahren.
Susanne Albrecht wurden die Beteiligung am Anschlag auf Alexander Haig, ein gescheiterter Anschlag auf die Bundesanwaltschaft sowie die Beteiligung am Mord an Jürgen Ponto vorgeworfen. Im nachfolgenden Strafprozess vor dem fünften Strafsenat des Oberlandesgerichts Stuttgart ab dem 25. April 1991 legte sie ein umfassendes Geständnis ab. Am 3. Juni 1991 wurde sie wegen Mordes in Tateinheit mit versuchter Geiselnahme und versuchtem erpresserischem Menschenraub im Fall Ponto sowie versuchten Mordes in drei Fällen in Tateinheit mit Herbeiführen einer Sprengstoffexplosion verurteilt, obwohl die Staatsanwaltschaft im Fall Ponto zuletzt nur noch von „versuchter Entführung mit Todesfolge“ gesprochen hatte. Unter Anwendung der Kronzeugenregelung bildete das Gericht eine Gesamtstrafe von zwölf Jahren Freiheitsstrafe. 1992 wurde Albrecht nach Bremen verlegt und 1996 die Reststrafe zur Bewährung ausgesetzt.

### Leben nach der Strafe
Als Freigängerin begann sie bereits 1993 an einer Stadtteilschule in Bremen zu unterrichten und wurde später als Deutschlehrerin für Migrantenkinder bei einem freien Träger angestellt. Dies machte die CDU im Mai 2007 zum Thema des Bürgerschaftswahlkampfes in Bremen und bezeichnete die Anstellung Albrechts als „untragbar“. Der Elternbeirat der Grundschule, an der sie arbeitete, sprach sich jedoch in einer schriftlichen Erklärung einstimmig für die Fortsetzung ihrer Tätigkeit als Lehrerin aus.
Im Jahr 2011 veröffentlichten Susanne Albrechts Schwester Julia Albrecht und Corinna Ponto, Tochter von Jürgen Ponto, gemeinsam das Buch Patentöchter, das sich mit den Traumata der Familien Albrecht und Ponto durch die Ermordung Pontos beschäftigt.
Im Mai 2015 strahlte die ARD einen Dokumentarfilm mit dem Titel Die Folgen der Tat aus, in dem Julia Albrecht in Gesprächen mit ihrer Mutter und dem Umfeld ihrer Familie den Werdegang Susanne Albrechts bis zur Ermordung Pontos nachzeichnet und die Folgen für ihre Familie aufarbeitet.

## Dokumentarfilm
- Die Folgen der Tat, Dokumentarfilm von Julia Albrecht und Dagmar Gallenmüller, Deutschland 2015, Erstausstrahlung in der ARD am 27. Mai 2015[8][29]
- Der Fall Susanne Albrecht – Die vielen Leben einer RAF-Terroristin. Deutschland 2017, Dokumentarfilm von Franziska von Tiesenhausen, 45 min., Erstausstrahlung 28. Juli 2017 in ZDFinfo[30]

## Hörfunkbeiträge
- Monika Dittrich: RAF-Terroristin Susanne Albrecht – Faustpfand für die Stasi. In: Deutschlandfunk-Sendung „Hintergrund“. 6. Juni 2015.